# Harjärvi
Harjärvi är en sjö i kommunen Pieksämäki och Jorois i landskapet Södra Savolax i Finland. Sjön ligger 104 meter över havet. Arean är 1,27 kvadratkilometer och strandlinjen är 15,8 kilometer lång. Sjön  ingår i Vuoksens huvudavrinningsområde.   Den ligger omkring 53 kilometer norr om S:t Michel och omkring 260 kilometer nordöst om Helsingfors. 
I sjön finns ön Kivisaari. 